# Butovîceske, Hadeaci
Butovîceske (în ucraineană Бутовичеське) este un sat în comuna Harkivți din raionul Hadeaci, regiunea Poltava, Ucraina.

## Demografie
Componența lingvistică a localității Butovîceske
     Ucraineană (98,21%)
     Rusă (1,79%)
Conform recensământului din 2001, majoritatea populației localității Butovîceske era vorbitoare de ucraineană (98,21%), existând în minoritate și vorbitori de rusă (1,79%).